# Mona Lys
Pour les articles homonymes, voir Lys.
Andrée Milteau dite Mona Lys est une actrice française née à Mâcon le 25 avril 1904 et morte dans le 16e arrondissement de Paris le 13 janvier 1936,.

## Filmographie
- 1928 : Minuit, place Pigalle de René Hervil
- 1932 : Maître chez soi, court métrage d'Edmond T. Gréville :
- 1933 : Le Rayon des amours, court métrage d'Edmond T. Gréville : Eugénie
- 1933 : Vacances conjugales, court métrage d'Edmond T. Gréville : Michèle
- 1933 : Je suis un homme perdu, court métrage d'Edmond T. Gréville : Mona de l'Espierre
- 1933 : Martini sec d'Edmond T. Gréville
- 1933 : Ni chiens, ni chats, court métrage
- 1934 : Sapho de Léonce Perret
- 1934 : L'Hôtel du libre échange de Marc Allégret : Marcelle
- 1935 : Le Billet de mille de Marc Didier
- 1936 : Donogoo de Reinhold Schünzel et Henri Chomette : Jeannette